# Tom Bosley
Thomas Edward Bosley (Chicago, 1 oktober 1927 – Rancho Mirage, 19 oktober 2010) was een Amerikaans acteur. Hij is het bekendst geworden door zijn rol in Fiorello! en zijn (gast)rollen in grote series zoals Happy Days, Murder, She Wrote en de Father Dowling Mysteries.

## Verleden
Bosley was van Joodse afkomst. Gedurende de Tweede Wereldoorlog diende hij als soldaat in de Amerikaanse marine.

## Carrière
Bosley's doorbraak kwam toen hij de rol van burgemeester van New York, Fiorello La Guardia vertolkte, in de Broadwaymusical Fiorello! (1959). Hij won hiermee een Tony Award. In 1994 speelde Bosley de rol van Maurice in de Broadwayversie van de Disney-musical Beauty & the Beast.
Bosley is vooral bekend van zijn rol als de vader van Richie Cunningham in de sitcom Happy Days. Ook was hij te zien als sheriff Amos Tupper in de serie Murder, She Wrote. Daarnaast speelde hij Father Dowling in de serie Father Dowling Mysteries.

## Overleden
Bosley overleed op 83-jarige leeftijd aan hartfalen. Hij werd begraven in Forest Lawn Memorial Park in Hollywood Hills.
- Biblioteca Nacional de España: XX4942290
- Bibliothèque nationale de France: cb140138852 (data)
- Gemeinsame Normdatei: 134895800
- International Standard Name Identifier: 0000 0000 8149 097X
- Library of Congress Control Number: n83164312
- National Archives and Records Administration: 10570204
- Nationale Bibliotheek van Tsjechië: xx0264477
- Nationale Bibliotheek van Israël: 987007604791305171
- Nationale Bibliotheek van Polen: a0000003400613
- SNAC: w6d63gz3
- Virtual International Authority File: 69127312
- WorldCat: E39PBJv8M4g3XRJvmCtk7m8t8C